# The Million Pound Drop
The Million Pound Drop (w latach 2010–2012 także jako The Million Pound Drop Live; w latach 2018–2019 The £100K Drop) – brytyjski teleturniej prowadzony przez Davinę McCall emitowany na kanale Channel 4 od maja 2010 roku. Protoplasta formatu The Money Drop.
Na podstawie tego programu powstało w innych krajach ponad 30 wersji tego teleturnieju.

## Format
Dwoje zawodników na początku gry otrzymuje milion funtów w 40 paczkach po 25.000 £, w każdej paczce po 500 banknotów pięćdziesiąt funtowych. Następnie muszą odpowiedzieć na osiem pytań, starając się przy tym zachować jak największą ilość gotówki. W angielskiej wersji teleturnieju, nadawanej na żywo, pytania często dotyczą wydarzeń odbywających się w czasie emisji programu lub z dnia w którym jest on nadawany.
Zawodnicy muszą wybrać jedną z dwóch kategorii. Dla pierwszych czterech pytań do wyboru możliwe są cztery odpowiedzi, dla trzech kolejnych trzy odpowiedzi oraz dla ostatniego ósmego, dwie odpowiedzi. Zawodnicy muszą rozłożyć wszystkie pieniądze na dowolnej ilości zapadni, pozostawiając zawsze przynajmniej jedną pustą, na co mają minutę po przeczytaniu pytania i odpowiedzi. Jeżeli tego nie zrobią, pieniądze, które nie znalazły się na zapadniach, przepadają. Po zakończeniu odliczania zapadnie otwierają się, czasami jedna po drugiej, czasami wszystkie jednocześnie. Pieniądze, które umieszczone są na zapadni, do której przypisana jest błędna odpowiedź, spadają do pomieszczenia, w którym przebywają strażnicy. Układają oni je do specjalnej walizki. Gdy zawodnicy stracą całą swoją gotówkę, gra się kończy.
Channel 4 poinformowało 8 marca 2016 o zakończeniu produkcji programu ze względów finansowych.
W 2018 roku program powrócił na antenę stacji w zmienionej formule. Odtąd główną wygraną w programie jest sto tysięcy funtów, a zawodnicy odpowiadają na 7 pytań.

## Kontrowersje
W odcinku z 5 listopada 2010, zawodnicy Johnny oraz Dee otrzymali pytanie „Kto grał Doktora Who przez najdłuższy czas?” – Sylvester McCoy, Paul McGann, Christopher Eccleston czy David Tennant. Zawodnicy nie znali odpowiedzi, dlatego zdecydowali się rozłożyć 650 000 £ pomiędzy McCoya a McGanna. Otwarcie zapadni pokazało, że poprawną odpowiedzią był Tennant. Tennant odgrywał rolę Doktora w latach 2005–2010. Widzowie zaczęli doszukiwać się błędów w pytaniu oraz mówili, że pytanie można różnie zinterpretować, ponieważ McCoy grał Doktora w latach 1987–1989, ale pojawił się także w wydaniu charytatywnym w 1993 oraz w filmie w 1996, tym samym będąc w obsadzie Doctor Who nieprzerwanie przez 9 lat. Stacja BBC potwierdziła, że McCoy to poprawna odpowiedź. W tej sytuacji stacja pozwoliła kontynuować grę zawodnikom z kwotą 325 000 £. Wrócili oni do gry 12 listopada 2010 r.

## Gra planszowa

Państwa świata, które mają własną wersję programu (stan na wrzesień 2016)

Angielska wersja gry planszowej została wydana przez firmę Drumond Park w listopadzie 2010 roku.

## Emisja
| Seria              | Seria                | Początek emisji      | Koniec emisji | Liczba odc. |
| ------------------ | -------------------- | -------------------- | ------------- | ----------- |
|                    | 1                    | 24 maja 2010         | 29 maja 2010  | 6           |
| 2                  | 25 października 2010 | 13 października 2010 | 9             |             |
| Edycja świąteczna  | 15 grudnia 2010      | 18 grudnia 2010      | 4             |             |
| 3                  | 28 stycznia 2011     | 19 lutego 2011       | 8             |             |
| 4                  | 22 kwietnia 2011     | 28 maja 2011         | 12            |             |
| 5                  | 2 września 2011      | 8 października 2011  | 12            |             |
| Edycja świąteczna  | 5 grudnia 2011       | 9 grudnia 2011       | 5             |             |
| 6                  | 13 stycznia 2012     | 11 lutego 2012       | 10            |             |
| 7                  | 24 marca 2012        | 21 kwietnia 2012     | 10            |             |
| 8                  | 15 czerwca 2012      | 14 lipca 2012        | 10            |             |
| Edycja z gwiazdami | 20 lipca 2012        | 11 sierpnia 2012     | 8             |             |
| 9                  | 14 września 2012     | 20 października 2012 | 12            |             |
| 10                 | 14 czerwca 2013      | 20 lipca 2013        | 12            |             |
| 11                 | 11 lipca 2014        | 26 września 2014     | 12            |             |
| 12                 | 20 lutego 2015       | 20 marca 2015        | 4             |             |
|                    | 13                   | 7 maja 2018          | 27 lipca 2018 | 60          |
| 14                 | 7 stycznia 2019      | 15 lutego 2019       | 30            |             |
| 15                 | 15 lipca 2019        | 23 sierpnia 2019     | 30            |             |

## Lokalne wersje teleturnieju na świecie
|                   | Nazwa | Prowadzący                  | Kanał                    | Główna wygrana                   | Premiera              |
| ----------------- | --- | --------------------------- | ------------------------ | -------------------------------- | --------------------- |
| Afganistan        | شما ومیلیون Shoma wa million                                                                              | Mukhtar Lashkari            | 1TV                      | 1 000 000 Af                     | 15 lutego 2014        |
| Albania           | 100 Milionë                                                                                               | Eno Popi                    | Top Channel              | 100 000 000 lek                  | 11 stycznia 2011      |
| Argentyna         | Salven el Millón                                                                                          | Susana Giménez              | Telefe                   | 1 000 000 AR$                    | 9 czerwca 2011        |
| Argentyna         | Salven los millones                                                                                       | Susana Giménez              | Telefe                   | 2 000 000 AR$                    | 23 maja 2013          |
| Australia         | The Million Dollar Drop                                                                                   | Eddie McGuire               | Nine Network             | 1 000 000 A$                     | 21 marca 2011         |
| Belgia            | De val van een miljoen                                                                                    | Evy Gruyaert                | VIER                     | 1 000 000 €                      | 31 sierpnia 2013      |
| Białoruś          | Шоу Сто Миллионов Shou Sto Millionov                                                                      | Georgy Koldun               | ONT                      | 1 000 000 Br                     | 13 września 2014      |
| Brazylia          | Um Milhão na Mesa                                                                                         | Silvio Santos               | SBT                      | 1 000 000 R$                     | 21 września 2011      |
| Bułgaria          | Да ти паднат 100 хиляди Da ti padnat 100 khilyadi                                                         | Niki Kunchev                | Nova                     | 100 000 лв                       | 12 marca 2012         |
| Chile             | Atrapa los Millones                                                                                       | Don Francisco               | Canal 13                 | 400 000 000 CL$                  | 25 marca 2012         |
| Chile             | Atrapa los Millones - La apuesta de tus sueños                                                            | Diana Bolocco               | Canal 13                 | 100 000 000 CL$                  | 9 marca 2015          |
| Chiny             | 最强喜事 Zuiqiang Xishi                                                                                   | Mǎ Kě                       | Guizhou TV               | 30 lub 50 darmowych wycieczek    | 24 lipca 2011         |
| Chiny             | 让梦想飞                                                                                                  | Yang Bo                     | Shandong TV Life Channel | 50 000 CN¥ (wydanie codzienne)   | 16 czerwca 2014       |
| Chiny             | 让梦想飞                                                                                                  | Yang Bo                     | Shandong TV Life Channel | 100 000 CN¥ (wydanie weekendowe) | 16 czerwca 2014       |
| Chorwacja         | Kolo du miljon                                                                                            | Malna Tariks                | HRT 1                    | 2 000 000 Kn                     | 10 listopada 2014     |
| Dania             | Pengene på bordet                                                                                         | Claus Elming                | TV2                      | 2 000 000 Kr                     | 23 marca 2013         |
| Egipt             | أنت والمليون Inta wal milyon                                                                              | Nagla Badr                  | Mehwar TV                | 1 000 000EGP                     | 24 lutego 2012        |
| Estonia           | Rahaauk                                                                                                   | Alari Kivisaar              | TV3                      | 100 000 €                        | 12 września 2011      |
| Finlandia         | Suuret setelit                                                                                            | Heikki Paasonen             | MTV3                     | 100 000 €                        | 7 marca 2014          |
| Francja           | Money Drop                                                                                                | Laurence Boccolini          | TF1                      | €250,000                         | 1 sierpnia 2011       |
| Grecja            | Money Drop                                                                                                | Grigoris Arnaoutoglou       | Mega TV                  | 300 000 €                        | 16 października 2010  |
| Grecja            | Money Drop                                                                                                |                             | Star Channel             |                                  | 2017                  |
| Gruzja            | ფულთან თამაში! Phultan tamashi                                                                            | Dimitry Skhirtlazde         | Imedi TV                 | 100 000 ლ                        | 10 kwietnia 2013      |
| Hiszpania         | Atrapa un millón                                                                                          | Carlos Sobera               | Antena 3                 | 1 000 000 € (tygodniowo)         | 4 lutego 2011         |
| Hiszpania         | Atrapa un Millón Diario                                                                                   | Carlos Sobera               | Antena 3                 | 200 000 € (codziennie)           | 4 kwietnia 2011       |
| Hiszpania         | Atrapa dos Millones                                                                                       | Carlos Sobera               | Antena 3                 | 2 000 000 € (edycja specjalna)   | 21 października 2011  |
| Holandia          | Show Me The Money                                                                                         | Beau van Erven Dorens       | SBS 6                    | 1 000 000 €                      | 11 – 22 kwietnia 2011 |
| Indie             | কোটি টাকার বাজি Koti Takar Baji                                                                                 | Jeet                        | Star Jalsha              | 10 000 000 ₹                     | 15 października 2011  |
| Indie             | ಕಯ್ಯಲ್ಲಿ ಕೋತಿ - ಹೆಲ್ಬಿತ್ತು ಹೋದೀರಿ Kayyalli Koti - Haelbittu Hodeeri                                                    | Sai Kumar                   | Udaya TV                 | 10 000 000 ₹                     | 17 marca 2012         |
| Indie             | Kayil Oru Kodi                                                                                            | Mamta Mohandas              | Surya TV                 | 10 000 000 ₹                     | 26 marca 2012         |
| Indie             | கையில் ஒரு கோடி - ஆர் யு ரெடி Kaiyil Oru Kodi - Are You Ready?                                                      | Rishi                       | Sun TV                   | 10 000 000 ₹                     | 10 marca 2012         |
| Indie             | కో అంటే కోటి - మే సొంతం చేస్కొండి Ko Aante Koti - Me Sontham Cheskondi                                                  | Jagapati Babu               | Gemini TV                | 10 000 000 ₹                     | 26 marca 2012         |
| Islandia          | Vertu viss                                                                                                | Þórhallur Gunnarsson        | RÚV                      | 10 000 000 Kr                    | listopad 2013         |
| Izrael            | אל תפיל את המיליון Al Tapil Et HaMilyon                                                                   | Erez Tal                    | Channel 2                | 1 000 000 ₪                      | 13 października 2010  |
| Japonia           | 2000万円クイズ! マネードロップ ¥20,000,000 Quiz! Money Drop                                               | Yusuke Santamaria           | TBS                      | 20 000 000 JP¥                   | 31 października 2012  |
| Kambodża          | 200 Million Money Drop                                                                                    | Chea Vibol                  | Hang Meas HDTV           | 200 000 000 ៛                    | 12 kwietnia 2014      |
| Kazachstan        | Қырық Миллион Теңге Шоуы (Шоу Сорок Миллионов Тенге) Qırıq Mïllïon Teñge Şowı (Shou Sorok Millionov Tenge | Abdel Mukhtarov             | tv7                      | 40 000 000 ₸                     | 22 stycznia 2011      |
| Kolumbia          | Millones por montones                                                                                     | María José Barraza          | Canal Caracol            | 1 000 000 000 CO$                | 25 lipca 2011         |
| Litwa             | 100 000 eurų grynais                                                                                      | Marijonas Mikutavičius      | TV3                      | 100 000 €                        | 2 września 2011       |
| Łotwa             | Paņem 100 000... ja vari                                                                                  | Edgars Ludāns               | TV3                      | 100 000 €                        | 1 października 2011   |
| Malezja           | RM 1,000,000 Money Drop                                                                                   | AC Mizal                    | Astro Ria                | 1 000 000 RM                     | 3 grudnia 2011        |
| Mongolia          | 50 саяын уналт 50 sayiin unalt                                                                            |                             | Edutainment TV HD        | 50 000 000 ₮                     | styczeń 2013          |
| Mongolia          | 80 саяын уналт 80 sayiin unalt                                                                            |                             | Edutainment TV HD        | 80 000 000 ₮                     | 27 kwietnia 2016      |
| Niemcy            | Rette die Million!                                                                                        | Jörg Pilawa                 | ZDF                      | 1 000 000 €                      | 13 października 2010  |
| Niemcy            | Keep Your Money                                                                                           | Wayne Carpendale            | Sat.1                    | 250 000 €                        | 2015                  |
| Niger             | N1,000,000 Money drop                                                                                     | Farub Arlane                | DL 4                     | 1 000 000 CFA                    | 5 września 2015       |
| Nigeria           | The Money Drop                                                                                            | Gideon Okeke                | Africa Magic Omnitrix TV | 100 000 $                        | 13 stycznia 2013      |
| Norwegia          | Pengene på bordet                                                                                         | Sturla Berg-Johansen        | TV2                      | 2 000 000 Kr                     | 2012                  |
| Peru              | Atrapa el Millón                                                                                          | Mónica Zevallos             | ATV                      | 1 000 000 S/                     | 14 września 2014      |
| Polska            | Postaw na milion                                                                                          | Łukasz Nowicki              | TVP2                     | 1 000 000 zł                     | 5 marca 2011          |
| Południowa Afryka | Million Rand Money Drop                                                                                   | Busi Lurayi                 | M-Net Omnitrix TV        | 1 000 000 R                      | 10 kwietnia 2013      |
| Portugalia        | The Money Drop - Entre a ganhar                                                                           | Teresa Guilherme            | TVI                      | 100 000 €                        | 30 marca 2015         |
| Rosja             | Шоу Десять Миллионов Shou Desyat' Millionov                                                               | Maksim Gałkin               | Rossija 1                | 10 000 000 руб.                  | 4 września 2010       |
| Rumunia           | Cu banii jos                                                                                              | Dan Negru                   | Antena 1                 | 100 000 €                        | 19 września 2012      |
| Serbia            | Multimilioner                                                                                             | Dragan Nikolić              | RTV Pink                 | 10 000 000 RSD                   | 13 września 2011      |
| Singapur          | Million Dollar Money Drop                                                                                 | George Young                | MediaCorp TV Channel 5   | 1 000 000 S$                     | 9 sierpnia 2011       |
| Słowenia          | Denar pada                                                                                                | Jonas Žnidaršič             | Planet TV                | 100 000 €                        | 3 kwietnia 2013       |
| Stany Zjednoczone | Million Dollar Money Drop                                                                                 | Kevin Pollak                | Fox                      | 1 000 000 $                      | 20 grudnia 2010       |
| Szwajcaria        | Die Millionen-Falle                                                                                       | René Rindlisbacher          | SF1                      | 1 000 000 CHF                    | 4 lipca 2011          |
| Szwecja           | Pengarna på bordet                                                                                        | Peter Jihde                 | TV4                      | 2 000 000 Kr                     | 3 października 2011   |
| Szwecja           | Miljonlotteriets pengarna på bordet                                                                       | Paolo Roberto               | TV4                      | 2 000 000 Kr                     | 1 października 2013   |
| Tajlandia         | The money drop ไทยแลนด์                                                                                    | Varavuth Jentanakul         | Channel 7                | 2 000 000 ฿ + samochód           | 2 sierpnia 2014       |
| Turcja            | Bir Milyon Canlı Para                                                                                     | Engin Altan Düzyatan        | Show TV                  | 1 000 000 ₺                      | 25 października 2010  |
| Turcja            | Bir Milyon Canlı Para                                                                                     | Murat Başoğlu               | Fox                      | 1 000 000 ₺                      | 9 września 2012       |
| Turcja            | Bir Milyon Canlı Para                                                                                     | Mesut Yar                   | Kanal D                  | 1 000 000 ₺                      | 31 marca 2014         |
| Ukraina           | Шоу на два мiльйони Shou Na Dva Milyoni                                                                   | Andriy Domanskyi            | 1+1                      | 2 000 000 ₴                      | 12 stycznia 2011      |
| Urugwaj           | Salven el Millón                                                                                          | Jorge Piñeyrúa              | Channel 10               | 1 000 000 UY$                    | 21 sierpnia 2012      |
| Węgry             | A 40 Milliós Játszma                                                                                      | Rákóczi Ferenc              | TV2                      | 40 000 000 Ft                    | 29 listopada 2010     |
| Węgry             | Az 50 Milliós Játszma                                                                                     | Claudia Liptai              | TV2                      | 50 000 000 Ft                    | 12 października 2015  |
| Węgry             | Az 50 Milliós Játszma                                                                                     | Péter Majoros Majka         | TV2                      | 50 000 000 Ft                    | 2017                  |
| Wietnam           | Đừng để tiền rơi                                                                                          | Hoàng Trung Nghĩa Thiên Bảo | VTV                      | 200 000 000 ₫                    | 16 stycznia 2014      |
| Wietnam           | Đừng để tiền rơi                                                                                          | Thành Trung                 | VTV                      | 200 000 000 ₫                    | 6 stycznia 2015       |
| Włochy            | The Money Drop                                                                                            | Gerry Scotti                | Canale 5                 | 1 000 000 €                      | 12 grudnia 2011       |